# Allermühle

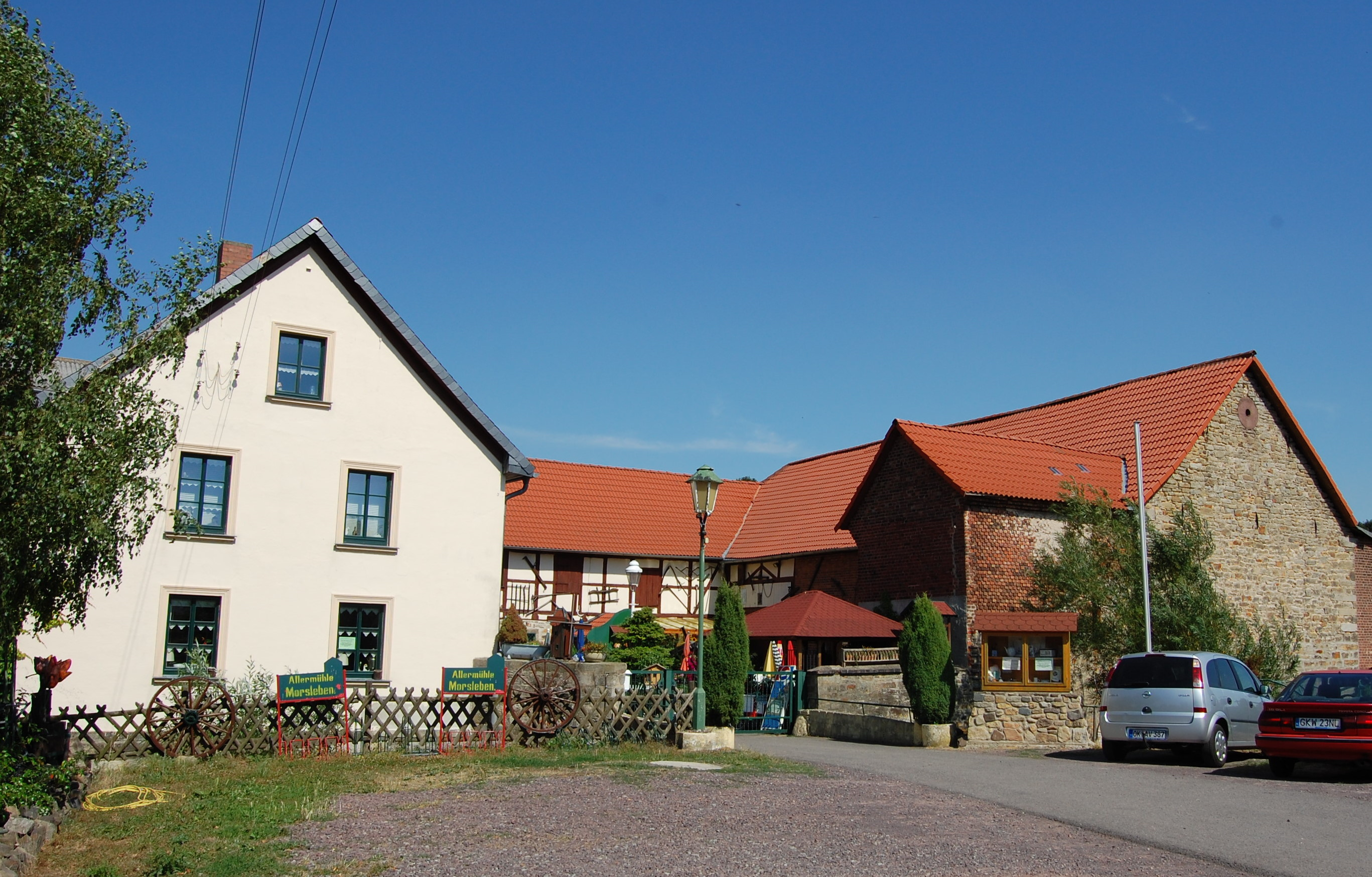
Allermühle

Die Allermühle ist eine ehemalige Wassermühle an der Aller bei Morsleben in Sachsen-Anhalt.
Das östlich des Dorfes gelegene denkmalgeschützte Mühlengehöft geht in seinem Kern möglicherweise noch bis auf das 18. Jahrhundert zurück. Der an der Adresse Mühlenweg 2 befindliche Hof präsentiert sich als Dreiseithof mit Wohnhaus, Scheune und Stall. Westlich des einzeln stehenden Gehöfts fließt die Aller. Bereits 1840 wurde eine dampfbetriebene Öl- und Mahlmühle eingerichtet. Die technische Einrichtung ist weitgehend erhalten.
Heute ist im Mühlengehöft eine Gaststätte untergebracht.